# Forsby, Enköpings kommun
Forsby är en by i östra delen av Simtuna socken i Enköpings kommun, Uppland.
Byn, som är sammanbyggd med Högby i söder, genomflytes av Örsundaån. Byn består av enfamiljshus samt bondgårdar och är belägen vid länsväg C 813.
I Forsby finns en gammal kvarn, där sedan 2005 föreningen Forsby Kvarn Musikscen anordnar konserter sommartid.
Forsby kvarn kafé öppnades år 2012. Kvarnens exteriör var då nyrenoverad efter tre byggnadsvårdsläger. White guide café gav 2017 Forsby kvarn Kafé omdömet MYCKET GOD KLASS.